# Druga Filipinska Republika
Druga Filipinska Republika, pod službenim nazivom Republika Filipinaca (filipinski: Repúbliká ng Pilipinas), bila je država Filipinaca uspostavljena pod japanskom okupacijom 14. listopada 1943. godine.
Filipinski je predsjednik Manuel L. Quezon grad Manilu, glavni grad Filipina, proglasio "slobodnim gradom" i ostavio ga pod zapovjedništvom Jorgea Vargasa, gradonačelnika Manile. Japanska je vojska ušla u grad 2. siječnja 1942. i Manilu proglasila glavnim gradom okupiranih Filipina. Japan je u cijelosti okupirao Filipine 6. svibnja 1942., nakon Bitke za Corregidor.
General Masaharu Homma je raspustio Commonwealth Filipine i uspostavio Filipinsku izvršnu komisiju, čuvarsku vladu s Vargasom na čelu. Sve su političke stranke ukinute, a vlast uzima japanski raspoložena stranka KALIBAPI (Kapisanan sa Paglilingkod sa Bagong Pilipinas, u prijevodu Organizacija u službi Novih Filipina). Generalni je direktor KALIBAPI-a u to vrijeme bio Benigno Q. Aquino.
Ustav je Druge Filipinske Republike sastavila Pripremna komisija za neovisnost, a činilo ju je 20 članova iz KALIBAPI-a. Dne 4. rujna 1943. pripremna je komisija, koju je vodio José P. Laurel, predstavila nacrt Ustava, a Glavna ga je skupština KALIBAPI-a tri dana kasnije i ratificirala.
Do 20. rujna 1943. KALIBAPI-jeve su predstavničke skupine u državnim provincijama i gradovima međusobno izabrale 54 člana Nacionalnoga vijeća, državnog zakonodavnog tijela.
Inaguracija se Nacionalnog vijeća dogodila tri dana nakon njegova osnutka u predratnom Zakonodavnom domu. Aquino je postao glasnogovornikom Nacionalnoga vijeća, a Laurel predsjednik Filipina, čija se inaguracija održala 15. listopada 1943., na dan osnutka Druge Republike.